# Кофеин
Кофеинът е ксантинов алкалоид, който се съдържа в листата и плодовете на различни растения – кафе, чай, гуарана, какао, кола и други. Той е природен пестицид – парализира и убива различни насекоми, които се хранят с тези растения.
При хората кофеинът действа като стимулант на централната нервна система. Той се съдържа в много храни и напитки като кафе, чай, шоколад, някои безалкохолни напитки и други, което го прави най-употребяваното психоактивно вещество. Злоупотребата с кофеин често води до психическа, а понякога дори и до физическа зависимост.
Кофеинът е горчив, бял, кристален пурин, метилксантинов алкалоид, който е химически сроден с адениновите и гуаниновите нуклеотидни бази на ДНК и РНК. Съдържа се в семената, ядките или листата на редица растения от Африка, Източна Азия и Южна Америка.
Хората пият кофеинови напитки за облекчаване или предотвратяване на сънливостта и за подобряване на когнитивната способност. За приготвянето на такива напитки е нужно кофеинът да се извлече от растението чрез преваряване във вода (инфузия). Такива напитки са много популярни из цял свят.
Кофеинът може да има както положително, така и отрицателно влияние върху здравето. Той може да лекува и предотвратява нарушенията в дишането на недоносените деца. Кофеиновият цитрат е в списъка на основните лекарства на СЗО. Той може да придаде малък защитен ефект срещу някои заболявания, включително болестта на Паркинсон. Някои хора изпитват безсъние или безпокойство, когато консумират кофеин, докато други почти не се влияят. Влиянието на кофеина при бременност е неясно, но все пак на бременните жени се препоръчва да не прекаляват с него. Терапевтичен толеранс към ефекта на повишени кръвно налягане и пулс се развива с постоянната употреба на кофеина, т.е. тези симптоми отслабват или въобще не настъпват при редовна употреба.
Кофеинът се счита за безопасно вещество от Агенцията за контрол на храните и лекарствата на САЩ. Токсичните дози, над 10 грама на ден за възрастен, са много по-високи от обичайните дози, под 500 милиграма на ден. Чаша кафе съдържа 80 – 175 mg кофеин в зависимост от сорта кафе и начина на приготвяне. Чистият кофеин на прах, който се продава като хранителна добавка, може да бъде смъртоносен в количества колкото една супена лъжица.

## Физични и химични свойства
| среда     | t °C | разтворимост (g/l) |
| --------- | ---- | ------------------ |
| Вода      | 25   | 21,74              |
| Вода      | 80   | 181,82             |
| Етанол    | 25   | 15,15              |
| Етанол    | 60   | 45,45              |
| Ацетон    | 20   | 20,00              |
| Хлороформ | 20   | 181,82             |

Чистият безводен кофеин има горчив вкус и представлява бял прах без мирис, топящ се при 235 – 238 °C. Той е умерено разтворим във вода при стайна температура (2 g/100 mL), но много разтворим във вряща вода (66 g/100 mL). Също така той е умерено разтворим в етанол (1,5 g/100 mL). Има слабо основен характер и изисква силна киселина, за да се протонира. Кофеинът обикновено не съдържа стереоцентър, поради което молекулата му се класифицира като ахирална.
Ксантиновото ядро на кофеина съдържа два съединени пръстена – пиримидиндион и имидазол. Пиримидиндионът от своя страна съдържа две амидни функционални групи, които съществуват най-вече в цвитерионен резонанс. Всичките атоми в пиримидиндиона са хибридизирани и планарни.
Биосинтезът на кофеина е пример за конвергентна еволюция сред различни видове. Той може да се произведе и по изкуствен път в лаборатория от диметилурея и Малонова киселина. Търговският кофеин обикновено не се произвежда по изкуствен път, тъй като химичното съединение е лесно достъпно като вторичен продукт след процеса на декофеинизиране.

### Декофеинизиране
Безкофеиновото кафе всъщност най-често съдържа кофеин, като съдържанието му може да варира от 1 – 2% до 20%.
Извличането на кофеин от кафе за получаване на кофеин и безкофеиново кафе може да се постигне с помощта на редица разтворители. Бензен, хлороформ, трихлоретилен и дихлорметан се използват в миналото, но поради причини за безопасност, въздействие върху околната среда, цена и вкус са заменени от следните основни методи:
- Водно извличане: Кафеените зърна се накисват във вода. Водата, която съдържа много други съединения освен кофеин, след това преминава през активен въглен, който премахва кофеина. Водата след това може да се върне обратно при зърната и да се изпари, оставяйки кафето с оригиналния си аромат и без кофеина.
- Извличане със свръхкритичен въглероден диоксид: Свръхкритичният въглероден диоксид е отличен неполярен разтворител на кофеин и е по-безопасен от органичните разтворители, които са се използвали преди. Процесът включва впръскването на CO2 през зелени кафеени зърна при температура над 31,1 °C и налягане над 73 atm. При тези условия CO2 се намира в свръхкритично състояние – той има газови свойства, които му позволяват да проникне дълбоко в зърната, но и течни свойства, които разтварят 97 – 99% от кофеина. След това натовареният с кофеин CO2 се пръска с вода под налягане за да се премахне кофеина. После кофеинът може да бъде изолиран с активен въглен (както по-горе) или чрез дестилация, рекристализация или обратна осмоза.[20]
- Извличане с органични разтворители: Някои органични разтворители (като например етилацетат) представляват много по-малък риск за здравето и околната среда, отколкото хлорираните и ароматни органични разтворители, които се използват в миналото.

### Засичане в тялото
Кофеинът може да бъде измерен в кръвта, кръвната плазма и кръвния серум, като това може да е полезно при наблюдението на новородени за потвърждаване на диагноза на отравяне или за улеснение на разследване на смърт. Нивата на кофеина в плазмата обикновено варират между 2 и 10 mg/L при редовните консуматори на кафе. Концентрацията на кофеин в урината често се измерва при състезателните спортове, като надвишаването на 15 mg/L обикновено се счита за злоупотреба.

## Срещане в природата
Познати са около 60 растителни вида, които съдържат кофеин. Най-разпространените източници са зърната (семената) на кафеените растения Coffea arabica и Coffea canephora (количеството се различава, но обикновено е около 1,3%), листата на чаеното растение и ядките на рода Кола. Други източници са йерба мате, гуарана, Ilex vomitoria и Ilex guayusa.
Кофеинът в растенията действа като естествен пестицид – той може да парализира и да убие хищни насекоми, които се хранят с растението. Високи нива на кофеин се намират в младите стръкове кафе, когато те развиват зеленината си и нямат механична защита. Освен това високи нива на кофеин има в почвата около кафееното растение. Кофеинът в чаените листа се съхранява на две места: в клетъчните вакуоли заедно с полифеноли и в съдовите снопове.
Различното усещане на ефекта при прием на напитки, произведени от различни растения, съдържащи кофеин, може да се обясни с факта, че тези напитки съдържат и различни смеси от други метилксантинови алкалоиди, включително сърдечните стимуланти теофилин и теобромин.